# Macea
Macea é uma comuna romena localizada no distrito de Arad, na região histórica da Transilvânia. A comuna possui uma área de 72.64 km² e sua população era de 6519 habitantes segundo o censo de 2007.